# Ghar-e-Bournic
Die Ghar-e-Bournic (persisch غار بورنیک Ghār-e Burnik, DMG Ġār-e Būrnīk) ist eine Höhle im Iran, etwa 120 km östlich von Teheran. Die Gesamtlänge der derzeit vermessenen Höhlengänge beträgt 4021 m bei einer Niveaudifferenz von 239 m (−192 m, +47 m) – Stand: 18. Oktober 2013. Die Ghar-e-Bournic ist aktuell die größte Höhle der Provinz Teheran, liegt nur wenige Kilometer von der Ghar-e-Roodafshan entfernt und setzt sich noch großräumig fort.